# Jaime Sierra Mateos
Jaime Sierra Mateos (nacido en Madrid, el 18 de marzo de 1998), conocido como Jaime Sierra, es un futbolista español. Juega en la posición de mediocentro y su actual equipo es el Nogometni Klub Varteks Varaždin de la Primera Liga de Croacia.

## Trayectoria
Sus primeros años como futbolista fueron en la Escuela de Fútbol de Carabanchel, el equipo de su barrio. Su formación fue en las categorías inferiores del Real Madrid, en 2014 ingresó en la cantera del Valencia CF en el que llegó a formar parte del Juvenil "A" desde 2015 a 2017, fecha que abandonó el club valenciano para firmar por el CD Leganés con el jugaría durante las temporadas 2017-18 2018-19 en las filas del Club Deportivo Leganés "B" en Tercera División.
El 28 de enero de 2018, hace su debut con el primer equipo del CD Leganés en Primera División, en una victoria por tres goles a dos frente al RCD Espanyol en el que el mediocentro jugaría 22 minutos del encuentro.
El 18 de septiembre de 2019, firma por la Unión Deportiva Logroñés de la Segunda División B de España procedente del filial del CD Leganés.
Durante la temporada 2019-20, disputó 16 partidos y dio dos asistencias de gol, temporada que acabaría con el ascenso a la Segunda División de España tras vencer por penaltis en la eliminatoria por el ascenso frente al CD Castellón.
Tras conseguir el ascenso, en agosto de 2020 renueva su contrato por dos temporadas con la Unión Deportiva Logroñés para jugar la temporada 2020-21 en la Segunda División de España.
El 20 de enero de 2022, firma por la Cultural y Deportiva Leonesa de la Primera División RFEF.
El 14 de julio de 2022, regresa a la UD Logroñés de la Primera División RFEF.
En julio de 2023, firma por el Atlético Baleares de la Primera División RFEF, en el que jugaría durante la primera vuelta de la competición.
El 1 de febrero de 2024, firma por el KMSK Deinze de la Segunda División de Bélgica.
El 22 de enero de 2025, firma por el Nogometni Klub Varteks Varaždin de la Primera Liga de Croacia.

## Clubes
| Club                            | País    | Año             |
| ------------------------------- | ------- | --------------- |
| Valencia CF Juvenil "A"         | España  | 2016 - 2017     |
| CD Leganés B                    | España  | 2017 - 2019     |
| UD Logroñés                     | España  | 2019-2022       |
| Cultural y Deportiva Leonesa    | España  | 2022            |
| UD Logroñés                     | España  | 2022-2023       |
| Atlético Baleares               | España  | 2023-2024       |
| KMSK Deinze                     | Bélgica | 2024-2025       |
| Nogometni Klub Varteks Varaždin | Croacia | 2025-actualidad |